# Goruša (rijeka)
Goruša (ili Gorušica, Gračanica, dok je Hrvati nazivaju Goruš ili Gavranić) je desna pritoka rijeke Bosne.
Izvire kod sela Šošnje, a u Bosnu se ulijeva kod Visokog.